# Chaspinhac
Chaspinhac é uma comuna francesa na região administrativa de Auvérnia-Ródano-Alpes, no departamento de Alto Loire. Estende-se por uma área de 16,69 km². Em 2010 a comuna tinha 881 habitantes (densidade: 52,8 hab./km²).